# Кипкетер, Альфред
Альфред Кипкетер — кенийский легкоатлет, бегун на средние дистанции, специализируется в беге на 800 метров.
Начал выступать на международных соревнованиях в 2013 году. Победитель чемпионата мира среди юношей 2013 года. Чемпион мира среди юниоров 2014 года.

## Сезон 2014 года
31 мая на Prefontaine Classic занял 9-е место. 25 июня стал чемпионом Кении среди юниоров с результатом 1.45,67. 